# James McCartney

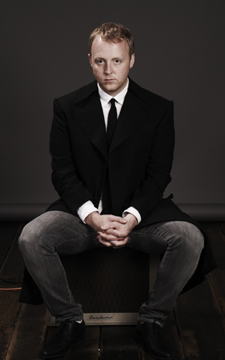
James McCartney (2011)

James Louis McCartney (* 12. September 1977 in London) ist ein britischer Musiker.

## Leben

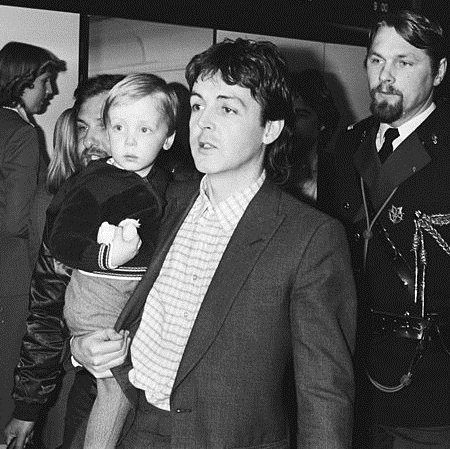
James mit seinem Vater Paul McCartney, 1980

James McCartney ist der einzige Sohn von Paul McCartney und Linda McCartney. Seine Geschwister sind Mary McCartney (* 28. August 1969), Stella McCartney (* 13. September 1971) und Linda McCartneys Tochter Heather  (* 31. Dezember 1962) aus erster Ehe, die von Paul McCartney adoptiert wurde, sowie die gemeinsame Tochter von Paul McCartney und seiner zweiten Ehefrau Heather Mills Beatrice Milly (28. Oktober 2003). 
James „Jim“ McCartney verbrachte seine Jugend überwiegend in Rye, wo er auf dem Thomas Peacocke Community College zur Schule ging. Anschließend erreichte er im Jahr 1995 am Bexhill College ein Advanced Level.
Im Mai 1997 erschien das Paul-McCartney-Album Flaming Pie, auf dem James McCartney bei dem Titel Heaven on a Sunday Gitarre spielt. Am 17. April 1998 verstarb seine Mutter Linda McCartney, am 18. März 1998 hatte sie noch das Lied The Light Comes from Within aufgenommen, bei dem James McCartney Gitarre spielt. Die Veröffentlichung des Liedes erfolgte auf dem Album Wide Prairie. Im November 2001 veröffentlichte Paul McCartney sein Album Driving Rain, das die beiden Gemeinschaftskompositionen Spinning on an Axis und Back in the Sunshine Again von Paul und James McCartney enthält. James McCartney spielte bei der Aufnahme der Stücke Perkussion (Spinning on an Axis) und Gitarre (Back in the Sunshine Again). 

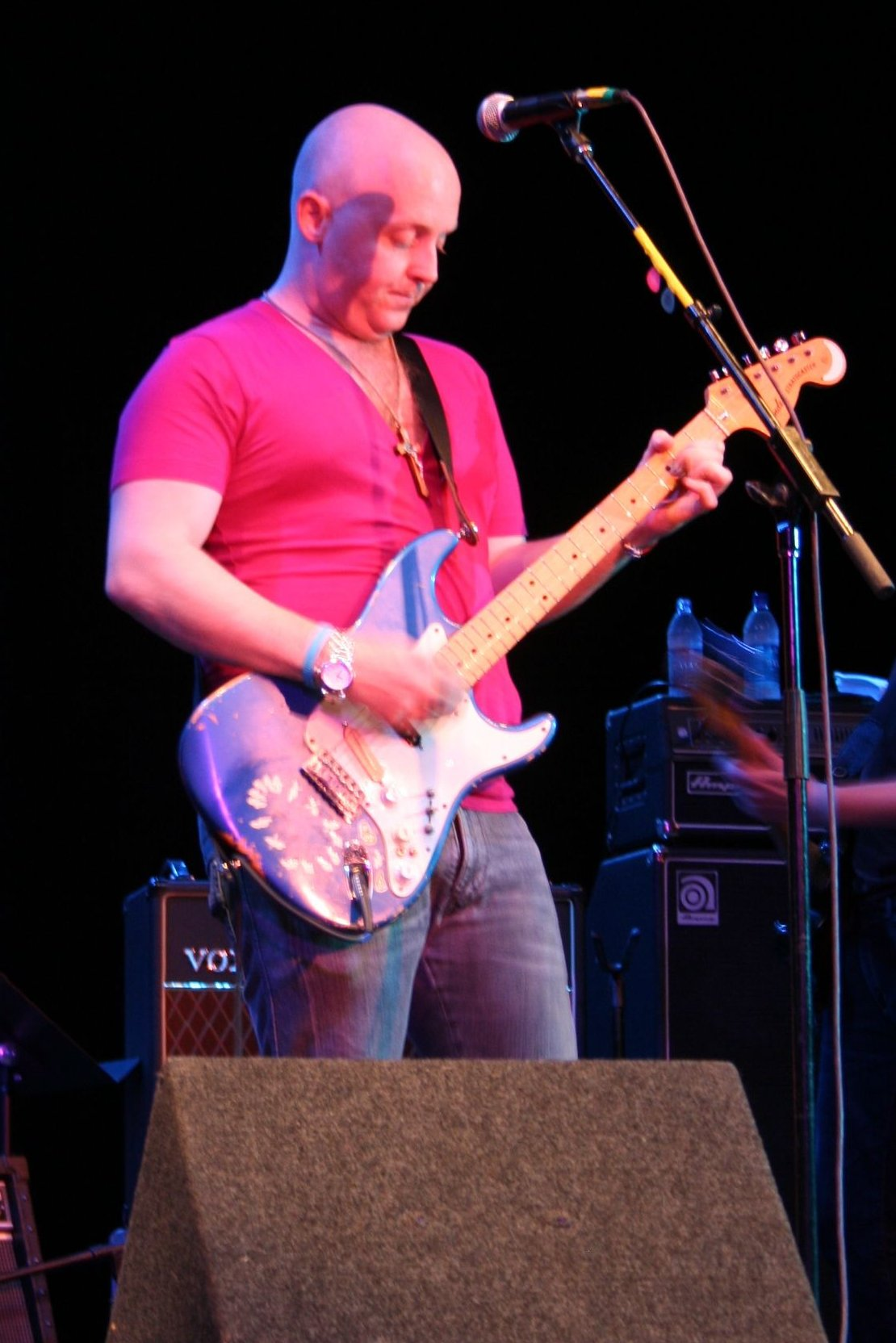
James McCartney Live, 2009

Am 14. November 2009 hatte James McCartney mit seiner Band Light seinen ersten Auftritt in den USA im Fairfield Arts & Convention Center in Fairfield (Iowa).
Seine ersten Studioaufnahmen veröffentlichte er im September 2010 als Download, fünf Lieder auf einer EP mit dem Titel Available Light. Produzenten der Lieder waren Paul McCartney und David Kahne, der die Paul-McCartney-Alben Driving Rain und Memory Almost Full produziert hatte. Eine weitere EP, mit dem Titel Close at Hand und mit sechs Liedern, erschien im August 2011. Im November 2011 (Europa: Januar 2012) wurden die elf Lieder mit weiteren fünf Bonusstücken auf einer Doppel-CD unter der Bezeichnung The Complete EP Collection veröffentlicht. Im Oktober 2012 spielte James McCartney die Lieder Angel, My Friend und das Rolling-Stones-Lied Gimme Shelter in der ehemaligen englischen Schallplattenfabrik in Hayes (London Borough of Hillingdon), wo 50 Jahre zuvor die Beatles-Single Love Me Do hergestellt wurde.
Im Mai 2013 erschien das Album Me von James McCartney, es enthält zwölf Lieder, die wiederum von David Kahne produziert wurden. Paul McCartney spielt auf dem Album Gitarre und Schlagzeug und übernahm den Hintergrundgesang, bei welchen Liedern er mitwirkte, wird im CD-Begleitheft nicht aufgeführt. Ab April 2013 begab sich McCartney auf eine USA-Tournee.
Auf dem Paul-McCartney-Tribut-Album The Art of McCartney (November 2014) steuerte James McCartney mit The Cure das Beatles-Lied Hello, Goodbye bei.
Das Nachfolgealbum The Blackberry Train, von Steve Albini produziert und von James McCartney und Youth arrangiert, enthält elf Lieder und erschien im Mai 2016. Dhani Harrison spielte bei dem Titel Too Hard Gitarre. Das Lied Waterfall ist eine Hommage an Linda McCartney. Im Mai/Juni 2016 folgte eine weitere USA-Tournee.
Im Februar 2024, nach fast achtjähriger musikalischer Pause, veröffentlichte James McCartney die Single Beautiful.
Im April folgte die Single Primrose Hill, die von James McCartney und Sean Lennon geschrieben wurde. Am 18. Oktober 2024 wurde das Album Beautiful Nothing veröffentlicht, bei dem Paul McCartney wiederum musikalisch mitwirkte.

## Privates
James McCartney ernährt sich wie sein Vater vegetarisch und engagiert sich für die Rechte von Tieren.

## Diskografie

### Alben
- 2011: The Complete EP Collection
- 2013: Me
- 2016: The Blackberry Train
- 2024: Beautiful Nothing

### EPs
- 2010: Available Light
- 2011: Close at Hand

### Singles
- 2010: Glisten (Download)
- 2010: Angel (Download)
- 2011: Fallen Angel (Download)
- 2013: Strong as You Are[16]
- 2016: Unicorn (Download)
- 2024: Beautiful (Download)
- 2024: Primrose Hill (Download)
- 2024: Nothing (Download)
- 2024: Circle Game (Download)